# Omomantis tigrina
Omomantis tigrina är en bönsyrseart som beskrevs av Giglio-tos 1916. Omomantis tigrina ingår i släktet Omomantis och familjen Mantidae. Inga underarter finns listade i Catalogue of Life.